# Баухаус, Фил
Фил Баухаус (нем. Phil Bauhaus; род. 8 июля 1994 в Бохольте, земля Северный Рейн-Вестфалия, Германия) — немецкий профессиональный шоссейный велогонщик, выступающий с 2019 года за команду Мирового тура «Bahrain Victorious».

## Достижения
2013
1-й Этап 1a Тур Болгарии
2014
1-й Скиве–Лёбет
1-й Кернен Омлоп Эхт-Сюстерен
1-й Этапы 1 & 6 Тур Португалии
1-й Этап 5 Балтик Чейн Тур
Чемпионат Германии 
2-й Групповая гонка U23
3-й Групповая гонка
2-й Классика Юго-Восточного Дренте
3-й Тур Дюрена
2016
1-й Этап 5 Тур Дании
1-й Этап 1 Тур Азербайджана
1-й Этап 2 Тур Верхней Австрии
2017
1-й Этап 5 Критериум Дофине
2-й Тур Мюнстера
4-й Нокере Курсе
2018
1-й Этап 3 Тур Абу Даби
6-й Лондон — Суррей Классик

## Статистика выступлений

### Гранд-туры
| Гонка           | 2017 |
| --------------- | ---- |
| Джиро д'Италия  | НФ   |
| Тур де Франс    | —    |
| Вуэльта Испании | —    |